# Powellinia matritensis
Powellinia matritensis är en fjärilsart som beskrevs av Vázquez 1905. Powellinia matritensis ingår i släktet Powellinia och familjen nattflyn. Inga underarter finns listade i Catalogue of Life.